# Мордвес (река)
Мордвес — река в России, левый приток Осетра. Протекает в Венёвском районе Тульской области и в городском округе Серебряные Пруды Московской области.
Длина — 49 км, площадь водосборного бассейна — 273 км².

## История
Гидроним Мордвес может быть связан с и.-е. *merti — «умирать», полес. мерва — «вязкое болото» или лит. smárdvė — «зловоние».

## География
Берёт река своё начало около деревни Большая Уваровка в овраге, именуемом по словам старожилов «староречье Мордвее». Далее на реке или около неё расположены деревни Полошково, Климентьевка, Каменка, Чернево, Алесово, Малая Уваровка, посёлок Мордвес и далее Трухачевка, Пряхино, Даровая — в Венёвском районе, а поселения Большое и Малое Орехово, Петрово, Невежино, Титеево, Владимировка и при слиянии с Осетром Новые Майгоры, Скородна — в Серебряно-Прудском районе Московской области. Но в древнейшем описании Венёвского уезда — Писцовых книгах 1571—1572 гг. — упоминаний о реке Мордвеза (Мордвес) нет, видимо, потому, что она входила в ту пору со всеми находившимися на ней поселениями в Каширский уезд.

## Ихтиофауна
В водах реки обитают плотва, пескарь, окунь, карась.

## Данные водного реестра
- Бассейновый округ — Окский
- Речной бассейн — Ока
- Речной подбассейн — бассейны притоков Оки до впадения реки Мокши
- Водохозяйственный участок — Ока от города Каширы до города Коломны без реки Москвы

Притоки (км от устья)
- 28 км: река Вертунья (пр)